# Nannaria swiftae
Espèce
Nannaria swiftae est une espèce de mille-pattes à dos plat de la famille des Xystodesmidae vivant dans l'État américain du Tennessee. Elle a été nommée en l'honneur de l'auteure-compositrice-interprète américaine Taylor Swift.

## Systématique
L'espèce Nannaria swiftae a été décrite en 2022 par les myriadopologistes américains Derek Alan Hennen (d), Jackson C. Means (d) et Paul E. Marek (d).

## Découverte
Dans le cadre d'un projet pluriannuel visant à collecter de nouveaux spécimens de mille-pattes dans l'Est des États-Unis, des scientifiques, dont Derek Hennen de Virginia Tech, se sont rendus dans 17 États pour trouver des espèces, séquencer leur ADN et les décrire scientifiquement. En cinq ans, plus de 1 800 spécimens ont été collectés et caractérisés. Finalement, l'équipe a décrit 17 nouvelles espèces, dont Nannaria swiftae.

## Description
Nannaria swiftae est un mille-pattes à dos plat qui a des tergites avec deux taches orange paranotales, un collum bordé d'orange et des tergites avec un fond marron.

## Taxon
La dénomination d'une espèce animale doit respecter les directives établies par la Commission internationale de nomenclature zoologique (ICZN), qui autorisent les noms qui honorent les personnes, y compris les célébrités. Nannaria swiftae a été nommé en honneur à l'auteure-compositrice-interprète américaine Taylor Swift. Derek Hennen, l'auteur principal de l'équipe scientifique qui a découvert l'espèce, a déclaré que la musique de Swift « l'a aidé à traverser les hauts et les bas de ses études supérieures, donc nommer une nouvelle espèce de mille-pattes d'après elle était [sa] façon de lui dire merci. » Sur les 16 nouvelles espèces décrites par Hennen, il a attribué le nom de la chanteuse à celle-ci car elle est endémique de l'État dont Taylor Swift est originaire, le Tennessee.

## Distribution
Nannaria swiftae se trouve actuellement uniquement dans le Tennessee, l'un État des États-Unis, en particulier dans les comtés appalachiens de Cumberland, Monroe et Van Buren.

## Habitat
L'espèce a été collectée dans des forêts mésiques de pruches, d'érables, de chênes, de tulipiers, d'hamamélis et de pins, à des altitudes allant de 500 à 1 500 mètres.

## Publication originale
- (en) Derek A. Hennen, Jackson C. Means et Paul E. Marek, « A revision of the wilsoni species group in the millipede genus Nannaria Chamberlin, 1918 (Diplopoda, Polydesmida, Xystodesmidae) », ZooKeys, Sofia, Pensoft Publishers (d), vol. 1096,‎ 15 avril 2022, p. 17-118 (ISSN 1313-2989 et 1313-2970, OCLC 248547717, DOI 10.3897/ZOOKEYS.1096.73485, lire en ligne).